# M3 (Ierland)
De M3 (Engels: M3 Motorway/ Iers: Mótarbhealach M3) is een autosnelweg in Ierland met een lengte van 51 kilometer. De weg loopt van Clonee, ten noordwesten van Dublin, via Navan naar Kells. Het is een onderdeel van de nationale primaire weg N3. Er worden op deze snelweg op twee plaatsen tol geheven: Eenmaal nabij Dunshauglin en eenmaal nabij Navan.